# Comté de Williams (Ohio)
Pour les articles homonymes, voir Williams et Comté de Williams.
Le comté de Williams (en anglais : Williams County) est un des 88 comtés de l'État de l'Ohio, aux États-Unis.
Son siège est fixé à Bryan.

## Géographie
Selon les données du Bureau du recensement des États-Unis, le comté de Williams a une superficie de 1 096 km² (soit 423 mi²), dont 1 092 km² (soit 422 mi²) en surfaces terrestres et 3 km² (soit 1 mi²) en surfaces aquatiques.

## Comtés limitrophes
- Comté de Hillsdale, au nord, dans l'État du Michigan
- Comté de Fulton, à l'est
- Comté de Henry, au sud-est
- Comté de Defiance, au sud
- Comté de DeKalb, au sud-ouest, dans l'État de l'Indiana
- Comté de Steuben, au nord-ouest, dans l'État de l'Indiana

## Démographie
Le comté était peuplé, lors du recensement de 2000, de 39 188 habitants.